# 檜谷昭彦
檜谷 昭彦（ひのたに てるひこ、1929年1月3日 - 1998年7月10日）は、国文学者。学位は、文学博士（慶應義塾大学・論文博士・1978年）（学位論文「井原西鶴研究」）。慶應義塾大学名誉教授。

## 略歴
東京生まれ。1953年慶應義塾大学文学部卒、1959年同大学大学院博士課程中退。慶應義塾大学助教授、教授、1978年「井原西鶴研究」で慶應義塾大学より文学博士の学位を取得。1993年定年退任、名誉教授。専攻は近世日本文学。

## 著書
- 生きている敗者 実業之日本社 1978.3 (有楽選書)
- 日本人と嘘 ロングセラーズ 1978.11
- ことわざの世界 曖昧さと両義性 日本書籍 1979.11
- 井原西鶴研究 三弥井書店 1979.11
- 未練の文学 二人妻伝承考 日本放送出版協会 1980.12 (NHKブックス)
- 江戸時代の事件帳 仇討ち・殺人・かぶきもの-元禄以前の世相を読む PHP研究所 1985.1 (21世紀図書館)
- 西鶴論の周辺 三弥井書店 1988.7
- 私説いろはかるた物語 昭和を生きた友人へ 創拓社 1990.12
- 京都・名奉行の歴史読本 徳川安泰の鍵を握る7つの事件帳 知られざる江戸時代史 青春出版社 1998.2 (プレイブックス)

## 共著・校訂など
- いろはかるた物語 池田弥三郎 角川書店 1973
- 日本の説話別巻 説話文学必携 小林保治、高橋貢共編 東京美術 1976.10
- 学問のす丶め 現代語で読む 福沢諭吉 三笠書房 1983.6 のち知的生き方文庫
- 西鶴 国書刊行会 1989.5 (日本文学研究大成)
- 世間胸算用 翻刻 井原西鶴 おうふう 1993.10 (西鶴選集)
- 新日本古典文学大系60 太閤記 小瀬甫庵 江本裕と校注 岩波書店 1996.3

## 記念論集
- 三田文学の系譜 桧谷昭彦教授還暦記念論文集 近代篇 中村三代司、松村友視編 三弥井書店 1988.12